# (10003) 1971 UD1
1971 يو دي 1 (ويعرف أيضًا باسم (10003) 1971 يو دي 1 وفق تسمية الكوكب الصغير) (بالإنجليزية: 1971 UD1)‏ هو كويكب ضمن حزام الكويكبات؛ وترتيبه 10003 من حيث الاكتشاف.
اكتُشف هذا الجُرم الفلكي بواسطة لوبوش كوهوتك في 26 أكتوبر 1971.

## وصلات خارجية
- (10003) 1971 UD1 في قاعدة بيانات مختبر الدفع النفاث لأجرام النظام الشمسي الصغيرة

- الاكتشاف · مخطط المدار ·  العناصر المدارية · المعلمات المادية

- (10003) 1971 UD1 على موقع ويكي سكاي: DSS2, SDSS, GALEX, IRAS, Hydrogen α, X-Ray, Astrophoto, Sky Map, Articles and images